# Geoagiu

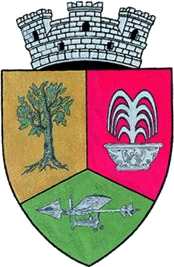
Herb miasta Geoagiu

Geoagiu – miasto w zachodniej Rumunii, w okręgu Hunedoara, nad rzeką Maruszą. Liczy 6290 mieszkańców (dane na rok 2002). Merem miasta jest Simion Mariş z Partii Socjaldemokratycznej. Pierwsza pisemna wzmianka o tej miejscowości pochodzi z 1291. Jest jednym ze znanych rumuńskich uzdrowisk.